# Synanthedon myopaeformis myopaeformis
Synanthedon myopaeformis myopaeformis é uma subespécie de insetos lepidópteros, mais especificamente de traças, pertencente à família Sesiidae.
A autoridade científica da subespécie é Borkhausen, tendo sido descrita no ano de 1789.
Trata-se de uma subespécie presente no território português.